# Tinku

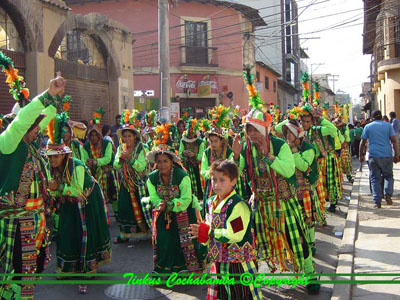
Tinku

La danza del Tinku ha origine in Bolivia.
La parola tinku vuol dire incontro, cioè lotta tra le comunità antagoniste diventando così protagoniste di questo rituale millenario, il quale risale al periodo pre-Incaico, in seguito al collasso dell'impero di tiwanaku.
La danza del tinku è la rappresentazione del rito del tinku, duelli tipici di questa regione i quali venivano effettuati soprattutto in venerazione alla Dea Pachamama o Madre Terra, che in cambio di doni di prodigalità e abbondanza nel raccolto, richiedeva grandi sacrifici di sangue. Inoltre molti lottavano per simboleggiare il maschilismo, altri in difesa dei propri terreni o per la propria donna.
Nel rito del tinku, come in altri riti delle culture andine che venerano gli dei della natura e in particolare alla Madre Terra Pachamama, le popolazioni andine realizzano da millenni il rito sacro del Pijchu ovvero masticare le foglie di coca, perché è una forma di ringraziamento sacro verso la Madre Terra per aver fornito una pianta molto utile soprattutto nel campo della medicina andina e il cui uso saggio, da parte dei medici andini, per secoli e fino ad oggi ha guarito milioni di persone.
Lo strumento tipico in questa danza è il charango, specie di piccola chitarra, il cui origine si trova nella stessa città di Potosí. I costumi di questa danza sono bordati finemente e simboleggiano piccole caratteristiche della natura (animale, vegetale ed anche simboli delle costellazioni seguendo la cosmologia andina).